# Колледж
Ко́лледж, колле́дж (англ. college через фр. collège от лат. collegium «товарищество, содружество») — учебное заведение, главным образом в системах образования Великобритании, стран Британского Содружества и США.
По уровню подготовки учащихся различают три типа колледжей:
- соответствующие уровню высшей школы: входят в состав университетов или автономные вузы;
- занимающие промежуточное положение между средними и высшими учебными заведениями;
- соответствующие старшим классам средней школы.

## Российская Федерация
В России колледжи появились после распада СССР в начале 1990-х годов. Учебные заведения с названием «колледж» — либо вновь открывшиеся, либо созданы на базе существующих техникумов и профессиональных училищ. Выпускники получают квалификацию техник, менеджер, юрист, банковский работник, бухгалтер и так далее. Диплом колледжа даёт право на поступление в ВУЗ (если у выпускника колледжа не было полного общего среднего образования).
В российской системе образования колледж является образовательным учреждением среднего профессионального образования и фактически является синонимом слова «техникум». Разница в понятиях «колледж» и «техникум» определена в Типовом положении об образовательном учреждении среднего профессионального образования (среднем специальном учебном заведении), утверждённом Постановлением Правительства Российской Федерации
а) техникум — среднее специальное учебное заведение, реализующее основные профессиональные образовательные программы среднего профессионального образования базовой подготовки;

б) колледж — среднее специальное учебное заведение, реализующее основные профессиональные образовательные программы среднего профессионального образования базовой подготовки и программы среднего профессионального образования углублённой подготовки.
Приём в колледж ведётся на основании аттестата об основном общем образовании (9 классов), аттестата о среднем (полном) общем образовании (11 классов), диплома о начальном профессиональном образовании (обычно ПТУ или профессионально-технический лицей) или диплома о среднем профессиональном образовании.
Среднее специальное образование в российском колледже может быть получено после среднего общего образования за 2 — 3 года (не более трёх лет), в зависимости от специальности, а после 9 класса средней школы не более 4 лет.
Обучающиеся в колледжах имеют статус студентов, им выдаётся студенческий билет и зачётная книжка. По окончании выпускникам выдаётся диплом о среднем профессиональном образовании по соответствующей специальности и присваивается квалификация «техник», «старший техник» и тому подобные. Диплом о среднем профессиональном образовании даёт право его обладателю поступать на работу на соответствующие должности, а также продолжить образование в вузе по любой специальности, наравне с выпускниками 11-х классов школ, ПТУ и профессиональных лицеев. Во многих вузах также ведётся приём на обучение по сокращённым (ускоренным) программам обучения, для абитуриентов, имеющих среднее профессиональное образование по аналогичной или родственной специальности.

### Техникум
Первоначально в Германии (нем. Technikum), затем в СССР и некоторых других странах, ныне в России и в некоторых странах бывшего СССР — название типа средних специальных (профессиональных) учебных заведений.

### Государственный надзор
Государственный санитарный надзор за состоянием и содержанием зданий и территорий образовательных учреждений, возложен на Роспотребнадзор, на основании СанПиН 2.4.2.2821-10 Санитарно-эпидемиологических требований к условиям и организации обучения, утверждённых Постановлением Главного государственного санитарного врача РФ от 29 декабря 2010 г. N 189.
Государственный надзор в образовательной и научной деятельности, возложен на Рособрнадзор, на основании Постановления Правительства РФ от 28 июля 2018 г. N 885.

## Международная практика по странам

### Франция
Одним из первых появился Наваррский коллеж в 1304 году как составная часть Парижского университета.
В XVI веке колледжи стали уже восприниматься как альтернатива консервативным университетам. Они создавались на базе библиотек и сводились к чтению докладов профессорами, вокруг которых собирались вольнослушатели. Некоторые колледжи были связаны с деятельностью иезуитов.

### Великобритания
Колледжи возникли в начале XIII века в Англии. Исторически сложившийся тип колледжей в традиционном виде сохранился в старинных университетах. Например, в 1263 был учрежден Баллиол-колледж при Оксфордском университете.
Колледжи в Великобритании могут быть как отдельными учебными заведениями, так и входить в состав университета.
Также в Великобритании по традиции колледжами называются и отдельные старинные привилегированные частные средние школы (Итон, Винчестер), недоступные большинству детей из-за высокой платы за обучение.
Колледжи пользуются значительной самостоятельностью и пользуются автономией, выбирая своих должностных лиц и постоянных членов. Они занимают отдельные здания. Студенты разных факультетов живут и обучаются под руководством одного из преподавателей (тьютора), а также посещают лекции в университете. Колледжи университетского типа со временем становятся университетами. Хоть они и являются высшими учебными заведениями, но не обладают правом выдавать диплом и присуждать степень. Студенты таких колледжей держат экзамен по программе университета перед университетскими преподавателями.
В 1970-х годах в Великобритании и некоторых других странах появились так называемые колледжи 6 класса, которые готовят учащихся к поступлению в вуз и соответствуют двум старшим классам полной средней школы.

### Соединённые Штаты Америки
В США первые колледжи возникли в XVII веке (по образцу английских) как высшие учебные заведения, готовившие священнослужителей и государственных служащих. На основе наиболее крупных колледжей путём присоединения к ним медицинских, юридических, богословских школ (или факультетов) в первой половине XIX века были созданы первые университеты.
В настоящее время в США «колледж» и «университет» являются взаимозаменяемыми понятиями. Оба термина означают высшее учебное заведение, в котором можно получить диплом бакалавра или магистра, хотя обычно колледжи меньше по размеру. В настоящее время колледжи являются наиболее распространённым типом высшего учебного заведения в США. Часть колледжей входят в состав университетов, а часть — самостоятельные учебные заведения.
Большинство колледжей имеют четырёхлетний курс обучения. После 2-го курса колледжа можно перейти на один из факультетов университета. В США также существуют двухгодичные колледжи, которые после обучения присуждают степень кандидата в бакалавры (англ. Associate degree), сравнимую со средним профессиональным образованием в странах СНГ. Это:
- общественные колледжи;
- начальные колледжи[англ.];
- технические колледжи (англ. technical college);
- городские колледжи (англ. city college).

В 1960-х годах в США возникли многофункциональные колледжи, предлагающие два типа программ: профессиональные (среднее техническое или среднее профессиональное образование) и академические (высшее образование).